# سابانا د تورس
سابانا د تورس (انگلیسی: Sabana de Torres) نام شهری در کشور کلمبیا است.